# Enzo Sanchez
Enzo Sanchez (né le 14 juin 2005 à Montbéliard, France) est un apprenti boulanger et auto-entrepreneur français. Il est également engagé dans le milieu de la boulangerie professionnelle à travers sa participation à des concours, notamment le Concours du Meilleur Jeune Boulanger de France et le Concours du Meilleur Croissant de France.
⸻

## Biographie
Enzo Sanchez est né à Montbéliard en 2005. Il poursuit actuellement sa formation en boulangerie au CFA du Pays de Montbéliard après avoir obtenu son CAP Boulanger en 2024 et CS Boulanger en 2025,  il développe ses compétences techniques et artisanales sur les réseaux sociaux ayant une page dédié avec (+ 9 milles abonnés).
⸻

## Carrière
En 2022 il rejoins la Boulangerie Pâtisserie Damien VAUTHIER en étant apprenti il se développe et obtient 2 diplômes dans cette Boulangerie. 
En 2025 il quitte la Boulangerie Pâtisserie Damien VAUTHIER contre son gré pour cause de fermeture économique il rejoins dans la foulée la Boulangerie Pâtisserie Chez Anthony tout en gérant sa micro entreprise à côté. 
⸻

## Concours
Enzo participe  à des compétitions en boulangerie qui mettent en valeur l’excellence et la créativité dans le métier de boulanger :
	•	Concours du Meilleur Jeune Boulanger de France : participation visant à démontrer son savoir-faire et sa maîtrise technique.
	•	Concours du Meilleur Croissant de France : participation pour valoriser la qualité et la finesse de la viennoiserie française.
1. 1 2 3 4 5  « ES - Boulangerie », sur www.es-boulangerie.fr (consulté le 17 août 2025)
2. 1 2  Modèle {{Lien web}} : paramètre « url » manquant. « Instagram »